# Herb Obornik
Herb Obornik – jeden z symboli miasta Oborniki i gminy Oborniki w postaci herbu.

## Wygląd i symbolika
Herb przedstawia białego orła piastowskiego niekoronowanego na czerwonym tle, z szeroko rozpostartymi skrzydłami, zwrócony w prawo. Kolorem złotym oznaczono dziób orła, szpony oraz opaskę wieńczącą lilię od górnej części. (styl Piastowski Przemysła II).

## Historia
Pierwszy wizerunek miejskiego herbu podobny do współczesnego widnieje na pieczęci w dokumencie potwierdzającym prawa miejskie Obornik z 1339 roku. Dawniej nieoficjalny herb województwa poznańskiego oraz jest podobny do dawniejszego herbu województwa mazowieckiego (który z tego powodu zmieniono w 2006 roku).